# Temporada 2014 de Indy Lights
La temporada 2014 de Cooper Tires Indy Lights es la temporada número 29 de la serie Indy Lights.

## Equipos y pilotos
| Equipo                                        | N.º | Piloto            | Fechas |
| --------------------------------------------- | --- | ----------------- | ------ |
| Andretti Autosport                            | 26  | Zach Veach        | 1–6    |
| Andretti Autosport                            | 83  | Matthew Brabham   | 1–6    |
| Belardi Auto Racing                           | 0   | Chase Austin      | 7      |
| Belardi Auto Racing                           | 4   | Alexandre Baron   | 1–6    |
| Belardi Auto Racing                           | 5   | Gabby Chaves      | 1–6    |
| Bryan Herta Autosport Jeffrey Mark Motorsport | 28  | Lloyd Read        | 1–6    |
| Fan Force United                              | 24  | Scott Anderson    | 1–6    |
| Fan Force United                              | 27  | Kyle O'Gara       | 7      |
| Schmidt Peterson Motorsports                  | 7   | Luiz Razia        | 1–6    |
| Schmidt Peterson Motorsports                  | 10  | Juan Pablo García | 1–6    |
| Schmidt Peterson Motorsports                  | 42  | Jack Harvey       | 1–6    |
| Schmidt Peterson Motorsports                  | 77  | Juan Piedrahíta   | 1–6    |
| Team Moore Racing                             | 2   | Zack Meyer        | 1–6    |
| Team Moore Racing                             | 22  | Vittorio Ghirelli | 1–4    |
| Team Moore Racing                             | 22  | Jimmy Simpson     | 7      |

## Calendario
| Ronda | Fecha        | Carrera                        | Circuito                               | Lugar                    |
| ----- | ------------ | ------------------------------ | -------------------------------------- | ------------------------ |
| 1     | 30 de marzo  | Gran Premio de San Petersburgo | Circuito callejero de San Petersburgo  | San Petersburgo, Florida |
| 2     | 13 de abril  | Gran Premio de Long Beach      | Circuito callejero de Long Beach       | Long Beach, California   |
| 3     | 26 de abril  | Gran Premio de Alabama         | Barber Motorsports Park                | Birmingham, Alabama      |
| 4     | 27 de abril  | Gran Premio de Alabama         | Barber Motorsports Park                | Birmingham, Alabama      |
| 5     | 9 de mayo    | Gran Premio de Indianapolis    | Indianapolis Motor Speedway (Circuito) | Indianápolis, Indiana    |
| 6     | 10 de mayo   | Gran Premio de Indianapolis    | Indianapolis Motor Speedway (Circuito) | Indianápolis, Indiana    |
| 7     | 23 de mayo   | Firestone Freedom 100          | Indianapolis Motor Speedway (Óvalo)    | Indianápolis, Indiana    |
| 8     | 5 de julio   | Pocono Race                    | Pocono Raceway                         | Long Pond, Pennsylvania  |
| 9     | 20 de julio  | Gran Premio de Toronto         | Circuito callejero de Toronto          | Toronto, Ontario         |
| 10    | 2 de agosto  | Gran Premio de Mid-Ohio        | Mid-Ohio Sports Car Course             | Lexington, Ohio          |
| 11    | 3 de agosto  | Gran Premio de Mid-Ohio        | Mid-Ohio Sports Car Course             | Lexington, Ohio          |
| 12    | 17 de agosto | Milwaukee Race                 | Milwaukee Mile                         | West Allis, Wisconsin    |
| 13    | 23 de agosto | Sonoma Race                    | Sears Point Raceway                    | Sonoma, California       |
| 14    | 24 de agosto | Sonoma Race                    | Sears Point Raceway                    | Sonoma, California       |

     Óvalo
     Circuitos callejeros
     Circuitos permanentes

## Resultados
| Ronda | Carrera         | Mapa del Circuito                                          | Pole position                                                   | Vuelta rápida             | Más vueltas lideradas  | Piloto ganador  | Escudería ganadora           |
| ----- | --------------- | ---------------------------------------------------------- | --------------------------------------------------------------- | ------------------------- | ---------------------- | --------------- | ---------------------------- |
| 1     | San Petersburgo | Honda Gran Premio of San Petersburgo                       | Gabby Chaves 1:09.3707                                          | Gabby Chaves 1:09.0805    | Zach Veach 39/39       | Zach Veach      | Andretti Autosport           |
| 2     | Long Beach      | Toyota Gran Premio de Long Beach                           | Zach Veach 1:15.0074                                            | Zach Veach 1:15.6723      | Gabby Chaves 45/45     | Gabby Chaves    | Belardi Auto Racing          |
| 3     | Alabama         | Honda Indy Gran Premio de Alabama                          | Zach Veach 1:17:3743                                            | Zach Veach 1:18:8469      | Zach Veach 30/30       | Zach Veach      | Andretti Autosport           |
| 4     | Alabama         | Honda Indy Gran Premio de Alabama                          | Gabby Chaves 1:17:6144                                          | Gabby Chaves 1:18:0229    | Gabby Chaves 38/38     | Gabby Chaves    | Belardi Auto Racing          |
| 5     | Indianapolis    | Gran Premio de Indianapolis — Circuito Mixto de Grand Prix | Matthew Brabham 1:18.4256                                       | Luiz Razia 1:29.5561      | Matthew Brabham 26/26  | Matthew Brabham | Andretti Autosport           |
| 6     | Indianapolis    | Gran Premio de Indianapolis — Circuito Mixto de Grand Prix | Luiz Razia 1:18.5985                                            | Matthew Brabham 1:20.6470 | Luiz Razia 40/40       | Luiz Razia      | Schmidt Peterson Motorsports |
| 7     | Indianapolis    | Gran Premio de Indianapolis — Ovalo                        | Luiz Razia 1:35.8927 (2 vueltas)                                | Matthew Brabham 47.5653   | Matthew Brabham 28/40  | Gabby Chaves    | Belardi Auto Racing          |
| 8     | Pocono          | Pocono IndyCar 500 Fueled by Sunoco                        | Zach Veach vuelta 1: 48.8052 vuelta 2: 48.7888 Total: 1:37.5940 | Gabby Chaves 48.6050      | Gabby Chaves 34/40     | Gabby Chaves    | Belardi Auto Racing          |
| 9     | Toronto         | Honda Indy Toronto                                         | Alexandre Baron 1:06.0182                                       | Jack Harvey 1:06.6227     | Alexandre Baron 36/36  | Alexandre Baron | Belardi Auto Racing          |
| 10    | Mid-ohio        | Honda Indy 200 at Mid-Ohio                                 | Jack Harvey 1:13.9519                                           | Jack Harvey 1:15.3163     | Jack Harvey 30/30      | Jack Harvey     | Schmidt Peterson Motorsports |
| 11    | Mid-ohio        | Honda Indy 200 at Mid-Ohio                                 | Jack Harvey 1:14.0461                                           | Jack Harvey 1:15.7348     | Jack Harvey 40/40      | Jack Harvey     | Schmidt Peterson Motorsports |
| 12    | Milwaukee       | ABC Supply Wisconsin 250 de Milwaukee                      | Zach Veach Vuelta 1: 25.6857 Vuelta 2: 25.7690 Total: 51:4547   | Zach Veach 26.0173        | Matthew Brabham 57/100 | Zach Veach      | Andretti Autosport           |
| 13    | Sonoma          | GoPro Indy Gran Premio de Sonoma                           | Jack Harvey 1:28.1212                                           | Gabby Chaves 1:29.0111    | Jack Harvey 25/25      | Jack Harvey     | Schmidt Peterson Motorsports |
| 14    | Sonoma          | GoPro Indy Gran Premio de Sonoma                           |                                                                 | Jack Harvey 1:28.9075     | Jack Harvey 38/38      | Jack Harvey     | Schmidt Peterson Motorsports |

## Campeonato de pilotos
| Pos | Piloto            | STP | LBH | BAR | BAR | IND | IND | INDY | POC | TOR | MO | MO  | MIL | SON | SON | Pts |
| Pos | Piloto            | STP | LBH | R1  | R2  | R1  | R2  | INDY | POC | TOR | R1 | R2  | MIL | R1  | R2  | Pts |
| --- | ----------------- | --- | --- | --- | --- | --- | --- | ---- | --- | --- | -- | --- | --- | --- | --- | --- |
| 1   | Gabby Chaves      | 2   | 1*  | 6   | 1*  | 11  | 8   | 1    | 1*  | 2   | 2  | 3   | 3   | 2   | 2   | 547 |
| 2   | Jack Harvey       | 3   | 4   | 3   | 5   | 3   | 2   | 5    | 3   | 3   | 1* | 1*  | 5   | 1*  | 1*  | 547 |
| 3   | Zach Veach        | 1*  | 2   | 1*  | 3   | 9   | 7   | 3    | 2   | 5   | 4  | 2   | 1   | 7   | 3   | 520 |
| 4   | Matthew Brabham   | 9   | 3   | 4   | 12  | 1*  | 4   | 2*   | 5   | 4   | 5  | Ret | 2   | 6   | 5   | 424 |
| 5   | Luiz Razia        | 5   | 5   | 2   | 4   | 2   | 1*  | 4    | Ret | Ret | 3  | 11  | 8   | 3   | 4   | 403 |
| 6   | Juan Pablo García | 7   | 8   | 7   | 6   | 6   | 6   | 6    | 4   | 8   | 10 | 6   | 7   | 4   | 9   | 372 |
| 7   | Juan Piedrahíta   | 6   | 7   | 10  | 7   | 8   | Ret | 8    | 7   | 7   | 9  | 5   | 6   | 5   | 7   | 337 |
| 8   | Scott Anderson    | Ret | 9   | 12  | 10  | 7   | 5   | 9    | 6   | 9   | 8  | 9   | 4   | 8   | 10  | 309 |
| 9   | Zack Meyer        | 8   | 10  | 9   | 8   | 4   | 10  | 10   |     | 10  | 7  | 10  |     | 9   | 8   | 274 |
| 10  | Alexandre Baron   | 10  | 6   | 5   | 2   | 5   | 3   | 7    |     | 1*  |    |     |     |     |     | 261 |
| 11  | Lloyd Read        | Ret | 11  | 11  | 9   | 10  | 9   |      |     |     |    |     |     |     |     | 101 |
| 12  | Ryan Phinny       |     |     |     |     |     |     |      |     | Ret | 12 | 7   |     | 10  | 6   | 91  |
| 13  | Vittorio Ghirelli | 4   | 12  | 8   | 11  |     |     |      |     |     |    |     |     |     |     | 90  |
| 14  | Axcil Jefferies   |     |     |     |     |     |     |      |     |     | 6  | 4   |     |     |     | 60  |
| 15  | Jimmy Simpson     |     |     |     |     |     |     |      |     |     | 11 | 8   |     |     |     | 42  |
| 16  | Matthew Di Leo    |     |     |     |     |     |     |      |     | 6   |    |     |     |     |     | 28  |
| 17  | Chase Austin      |     |     |     |     |     |     | Ret  |     |     |    |     |     |     |     | 1   |
| Pos | Piloto            | STP | LBH | BAR | BAR | IND | IND | INDY | POC | TOR | MO | MO  | MIL | SON | SON | Pts |

| Color       | Resultados                  |
| ----------- | --------------------------- |
| Oro         | Ganador                     |
| Plata       | 2.º Lugar                   |
| Bronce      | 3.er Lugar                  |
| Verde       | 4.º & 5.º puesto            |
| Azul Claro  | 6.º-10.º puesto             |
| Azul Oscuro | Finalizó (Fuera del Top 10) |
| Púrpura     | No acabó la carrera (Ret)   |
| Rojo        | No calificó (DNQ)           |
| Marrón      | Retiro (Wth)                |
| Negro       | Descalificado (DSQ)         |
| Blanco      | No Arrancó (DNS)            |
| Blanca      | Sin participación (DNP)     |
| Blanca      | No participó                |

| Estado         | Resultado                                                   |
| Negrita        | Pole position (1 punto)                                     |
| Cursiva        | Vuelta Rápida                                               |
| *              | Mayor número de vueltas lideradas (1 puntos)                |
| 1              | Clasificación cancelada sin punto de bonificación concedido |
| Novato del Año |                                                             |
| Novato         |                                                             |

| Color       | Resultados                  |
| ----------- | --------------------------- |
| Oro         | Ganador                     |
| Plata       | 2.º Lugar                   |
| Bronce      | 3.er Lugar                  |
| Verde       | 4.º & 5.º puesto            |
| Azul Claro  | 6.º-10.º puesto             |
| Azul Oscuro | Finalizó (Fuera del Top 10) |
| Púrpura     | No acabó la carrera (Ret)   |
| Rojo        | No calificó (DNQ)           |
| Marrón      | Retiro (Wth)                |
| Negro       | Descalificado (DSQ)         |
| Blanco      | No Arrancó (DNS)            |
| Blanca      | Sin participación (DNP)     |
| Blanca      | No participó                |

| Estado         | Resultado                                                   |
| Negrita        | Pole position (1 punto)                                     |
| Cursiva        | Vuelta Rápida                                               |
| *              | Mayor número de vueltas lideradas (1 puntos)                |
| 1              | Clasificación cancelada sin punto de bonificación concedido |
| Novato del Año |                                                             |
| Novato         |                                                             |

| Posición | 1  | 2  | 3  | 4  | 5  | 6  | 7  | 8  | 9  | 10 | 11 | 12 | 13 | 14 | 15 | 16 | 17 | 18 | 19 | 20 | 21 | 22 | 23 | 24 | 25 | 26 | 27 | 28 | 29 | 30 | 31 | 32 | 33 |
| -------- | -- | -- | -- | -- | -- | -- | -- | -- | -- | -- | -- | -- | -- | -- | -- | -- | -- | -- | -- | -- | -- | -- | -- | -- | -- | -- | -- | -- | -- | -- | -- | -- | -- |
| Puntos   | 50 | 40 | 35 | 32 | 30 | 28 | 26 | 24 | 22 | 20 | 19 | 18 | 17 | 16 | 15 | 14 | 13 | 12 | 12 | 12 | 12 | 12 | 12 | 12 | 10 | 10 | 10 | 10 | 10 | 10 | 10 | 10 | 10 |

- Los pilotos deben completar el 50% de la carrera para ganar los puntos completos, de lo contrario recibirán 1 punto.
- Los empates en puntos se definen por número de victorias, o mejores resultados finales.